# Milionia latiplaga
Milionia latiplaga är en fjärilsart som beskrevs av Louis Beethoven Prout 1918. Milionia latiplaga ingår i släktet Milionia och familjen mätare. Inga underarter finns listade i Catalogue of Life.